# 1917 w nauce

## Zmarli
- 5 września Marian Smoluchowski, polski fizyk

## Nagrody Nobla
- Fizyka – Charles Glover Barkla
- Chemia – nie przyznano
- Medycyna – nie przyznano